# Parrainage (agriculture et élevage)
 (mars 2016).
Pour les articles homonymes, voir parrainage.
Le parrainage d'une plante de culture ou d'un animal de ferme, c'est une méthode de patronage commercial qui est en train de s'épanouir dans le domaine de l'agriculture et de l'élevage[réf. nécessaire]. Toute sorte de plante cultivée (telle qu'un pied de vigne, un olivier, un oranger, un amandier, un pommier, etc.) ou d'animal élevé (une vache, un mouton, un cochon, etc.) peut devenir l'objet du parrainage.
Au niveau émotif, le parrainage formerait un lien d'amitié entre le consommateur final et le secteur agricole et d'élevage. Au sens économique, le parrainage consiste en un type de vente en primeur des denrées cueillies (des fruits, du vin, de l'huile, etc.) ou des produits d'élevage (du lait, des œufs, de la viande, etc.) à un prix attractif, souvent plus avantageux que celui du marché, grâce à une chaîne de distribution plus courte ou même au contact directe entre le fournisseur et le consommateur.
Le parrainage présente une nature mixte en mélangeant des marchandises physiques et des services intangibles. Le versant du service comprend souvent des visites à la ferme, participation aux tâches de production, envoi régulier de messages d'information sur l'état de la plante ou de l'animal.